# Старий Боб
Стари́й Боб, також Стари́й Ро́бін (Старина́ Боб, Старина́ Ро́бін, Олд Боб, Олд Ро́бін; англ. Old Bob, Old Robin; бл. 1849 — ?) — їздовий кінь, що належав майбутньому президенту США Аврааму Лінкольну. Після вбивства Лінкольна брав участь у його похоронах. Точна доля та дата смерті Старого Боба невідомі; 1860 року Лінкольн продав його ломовому візнику Джону Флінну (англ. John Flynn).

## Ім'я
Існує певна плутанина щодо того, чи було прізвисько жеребця «Старий Боб» чи «Старий Робін», хоча в тематичних джерелах, як правило, найчастіше згадується ім'я «Старий Боб». Дослідники вважають, що сам Лінкольн називав коня «Старим Бобом», щоб відрізнити його ім'я від імені власного сина — Роберта Тодда Лінкольна («юного Боба»).

## Ранні роки
Лінкольн придбав Старого Боба, працюючи адвокатом у Спрингфілді штату Іллінойс, і використовував його як їздового коня для подорожей містами округи до яких не було залізниці. Старий Боб замінив колишнього коня Лінкольна, Старого Бака (англ. Old Buck), що став занадто старим для постійної роботи. Старого Боба тримали в коморі за будинком Лінкольна разом з іншим жеребцем, який належав Лінкольну, — Старим Томом (англ. Old Tom).
Після виборів 1860 року, які принесли Лінкольну посаду президента США, і до свого переїзду до Вашингтона Лінкольн продав Старого Боба Джону Флінну, спрингфілдському ломовому візнику.
До 1865 року Старий Боб був переведений на випас, але 4 квітня того ж року був знову призваний на службу для участі в спрингфілдському параді на честь капітуляції столиці Конфедеративних штатів Америки Ричмонда. З цієї нагоди коня накрили червоно-біло-синьою попоною.

## Похорон Лінкольна. Пізні роки

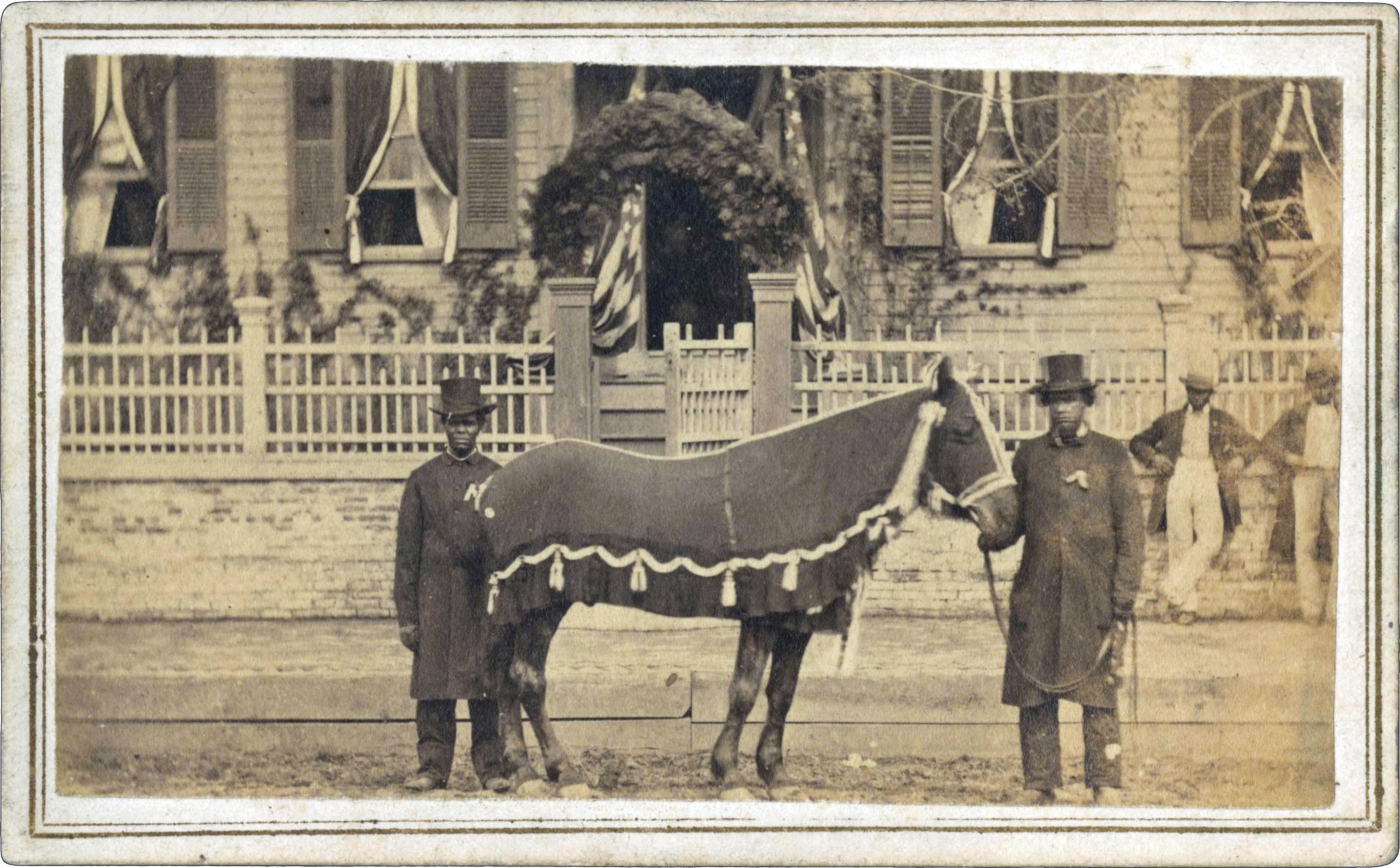
Старий Боб на похоронах Авраама Лінкольна. 1865

Після вбивства Авраама Лінкольна 14 квітня 1865 року Старого Боба повторно повернули з відставки. На похоронній церемонії в Спрингфілді 4 травня Старий Боб був накритий жалобною чорною попоною зі сріблястою бахромою та вензелями. Жеребця, чиє місце в процесії було одразу за катафалком — перед каретою з сином Лінкольна Робертом Тоддом, — вів під вуздечки Генрі Браун , африканський методистський єпископальний священик та друг сім'ї Лінкольнів.
Свідки говорили, що Роберт Тодд Лінкольн і Старий Боб були єдиними членами сім'ї Лінкольна, які були присутні на його похороні .
За деякими відомостями, після церемонії Старого Боба кілька разів намагалися перекупити організаторів вуличних вистав, які бажали виставити його на платний показ, але Джон Флін відхилив усі пропозиції про продаж. Де і як Старий Боб закінчив свої дні, невідомо.

## Пам'ять

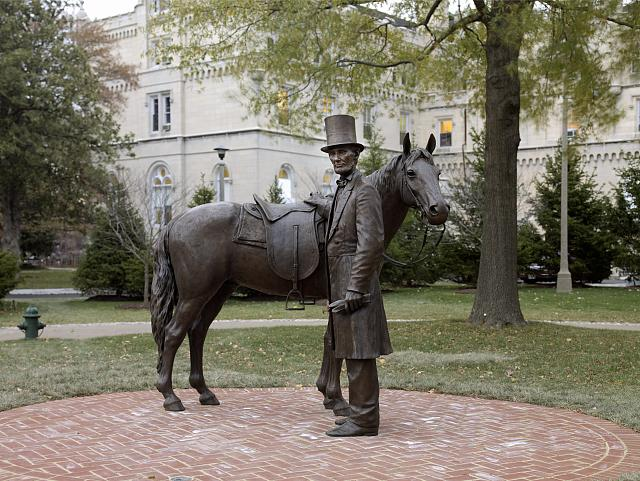
Статуя Авраама Лінкольна зі Старим Бобом у котеджі президента Лінкольна у Солдатському Будинку. 2008

2008 року в котеджі президента Лінкольна в Солдатському будинку у Вашингтоні було встановлено статую роботи Айвена Шварца (англ. Ivan Schwartz), Стюарта Вільямсона (англ. Stuart Williamson) та Джівуна Че (англ. Jiwoong Cheh), що зображує Лінкольна з американським рисаком, оседланим для верхової їзди. При створенні статуї скульптори ретельно вивчили всі нью-йоркські кінні пам'ятники XIX століття та світлини Старого Боба, що збереглися.
2015 року, у 150-ті роковини від дня смерті Лінкольна, у Спрингфілді було створено реконструкцію його похоронного кортежу. Образ Старого Боба відтворила Глорі (англ. Glory) — кінь, що зображував президентського жеребця у фільмі «Лінкольн» (2012) з Денієлом Дей-Льюїсом у головній ролі. У тому ж році видавництво Bunker Hill Publishing випустило дитячу книгу Труді Крішер (англ. Trudy Krisher) «Ніжне прощання: історія старого Ейба та Старого Боба» (англ. An Affectionate Farewell: The Story of Old Abe and Old Bob).